# Ardisia mayana
Ardisia mayana är en viveväxtart som beskrevs av C.L. Lundell. Ardisia mayana ingår i släktet Ardisia och familjen viveväxter. Inga underarter finns listade i Catalogue of Life.